# Апатин (община)

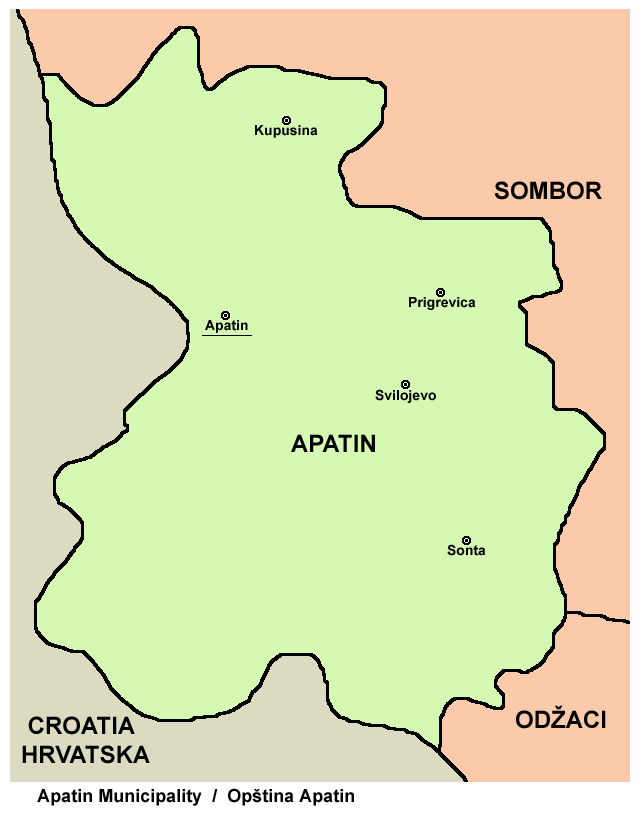

А́патин (серб. Апатин) — община в Сербии, входит в Западно-Бачский округ.
Население общины составляет 30 870 человек (2007 год), плотность населения составляет 88 чел./км². Занимаемая площадь — 350 км², из них 64,5 % используется в промышленных целях.
Административный центр общины — город Апатин. Община Апатин состоит из 5 населённых пунктов, средняя площадь населённого пункта — 70,0 км².

## Статистика населения общины
| Год  | Население, чел. |
| ---- | --------------- |
| 1991 | 34 438          |
| 2001 | 32 961          |
| 2002 | 32 772          |
| 2003 | 32 437          |
| 2004 | 32 048          |
| 2005 | 31 666          |
| 2006 | 31 294          |
| 2007 | 30 870          |